# قائمة أنواع الأغستاش
يوجد عدة أنواع من جنس الأغستاش
- أغستاش برتقالي (الاسم العلمي:Agastache aurantiaca)
- أغستاش قصيرة الازهار (الاسم العلمي:Agastache breviflora)
- أغستاش رمادي (الاسم العلمي:Agastache cana)
- أغستاش قرمزي (الاسم العلمي:Agastache coccinea)
- أغستاش كوسيكي (الاسم العلمي:Agastache cusickii)
- أغستاش إبلنغياني (الاسم العلمي:Agastache eplingiana)
- أغستاش شمري (الاسم العلمي:Agastache foeniculum)
- أغستاش ميرنسي (الاسم العلمي:Agastache mearnsii)
- أغستاش مكسيكي (الاسم العلمي:Agastache mexicana)
- أغستاش صغير الزهرة (الاسم العلمي:Agastache micrantha)
- أغستاش قطرمي (الاسم العلمي:Agastache nepetoides)
- أغستاش غربي (الاسم العلمي:Agastache occidentalis)
- أغستاش شاحب (الاسم العلمي:Agastache pallida)
- أغستاش شاحب الأزهار (الاسم العلمي:Agastache pallidiflora)
- أغستاش بالميري (الاسم العلمي:Agastache palmeri)
- أغستاش صغير الأوراق (الاسم العلمي:Agastache parvifolia)
- أغستاش برنغلي (الاسم العلمي:Agastache pringlei)
- أغستاش خشن (الاسم العلمي:Agastache rugosa)
- أغستاش صخري (الاسم العلمي:Agastache rupestris)
- أغستاش غدبي الأوراق (الاسم العلمي:Agastache scrophulariifolia)
- أغستاش قراصي الأوراق (الاسم العلمي:Agastache urticifolia)
- أغستاش رايتي (الاسم العلمي:Agastache wrightii)